# Garrulax cinereifrons
Garrulax cinereifrons là một loài chim trong họ Leiothrichidae.